# 잉여농산물 처리법
잉여농산물 처리법(剩餘農産物處理法)은 미국 내에서 잉여농산물을 대외수출에 돌려 그 대금을 구매국으로부터 전략물자 구매 및 그 나라에 대한 경제원조에 이용하자는 취지로 제정된 법이다. 정식 명칭은 1954년 농산물 무역발전 원조법이다.